# 南门礁
南门礁（越南语：／）位于南沙群岛九章群礁北缘，景宏岛以东约3海里。1983年公布名称为南门礁。中国渔民向称“南门”。外国文献一般称为“Edmund Reef”。